# 696 (číslo)
Šest set devadesát šest je přirozené číslo. Následuje po čísle šest set devadesát pět a předchází číslu šest set devadesát sedm. Římskými číslicemi se zapisuje DCXCVI a řeckými číslicemi χϟς.

## Matematika
696 je:
- Abundantní číslo
- Složené číslo
- Nešťastné číslo

## Astronomie
- (696) Leonora je planetka hlavního pásu, kterou objevil v roce 1910 Joel Hastings Metcalf

## Roky
- 696
- 696 př. n. l.